# Брюховицький ліс
Брюхо́вицький ліс — лісовий масив в Україні, на території, підпорядкованій Львівській міській раді та (частково) в межах Яворівського району Львівської області. Простягається від межі міської забудови Львова (від місцевості Голоско) до східних околиць селища Брюховичі і до сіл Воля-Гомулецька та Малі Грибовичі. 
Загальна площа 3201 га. 
У ландшафтному плані Брюховицький ліс розташований на пагорбах Розточчя. Основу лісу становлять насадження сосни, бука, граба і дуба. Ґрунти переважно піщані, тому розвинуті ерозійні процеси. Через це ліс у багатьох місцях помережаний балками, деякі з яких досить великі. Наприклад, у північній частині лісу (біля села Воля-Гомулецька) є балка завдовжки понад 1 км і завглибшки понад 30 м. 
Існує проблема збереження лісу. Особливо активно нищаться лісові насадження новобудовами смт Брюховичів. Крім того, через близькість до великого міста в лісі нерідко з'являються стихійні смітники з побутовими та будівельними відходами. Тому є плани створити на основі лісу природоохоронну зону — Львівський регіональний ландшафтний парк. 
Брюховицький ліс —  місце відпочинку львів'ян. Особливо він популярний серед любителів велосипедних прогулянок.

### Вершини
- З'явленська гора (347 м)
- Лиса гора (380 м)
- Камінна гора (375 м)
- Круглий Горб (324 м)

## Цікаві факти
- У західній частині лісу розташований Брюховицький форт.
- Впритул до Брюховицького лісу примикає Голосківський та Брюховицький цвинтарі.
- 18 травня 1979 року в Брюховицькому лісі було знайдено тіло українського автора і виконавця Володимира Івасюка (якого тут було повішено).

## Галерея

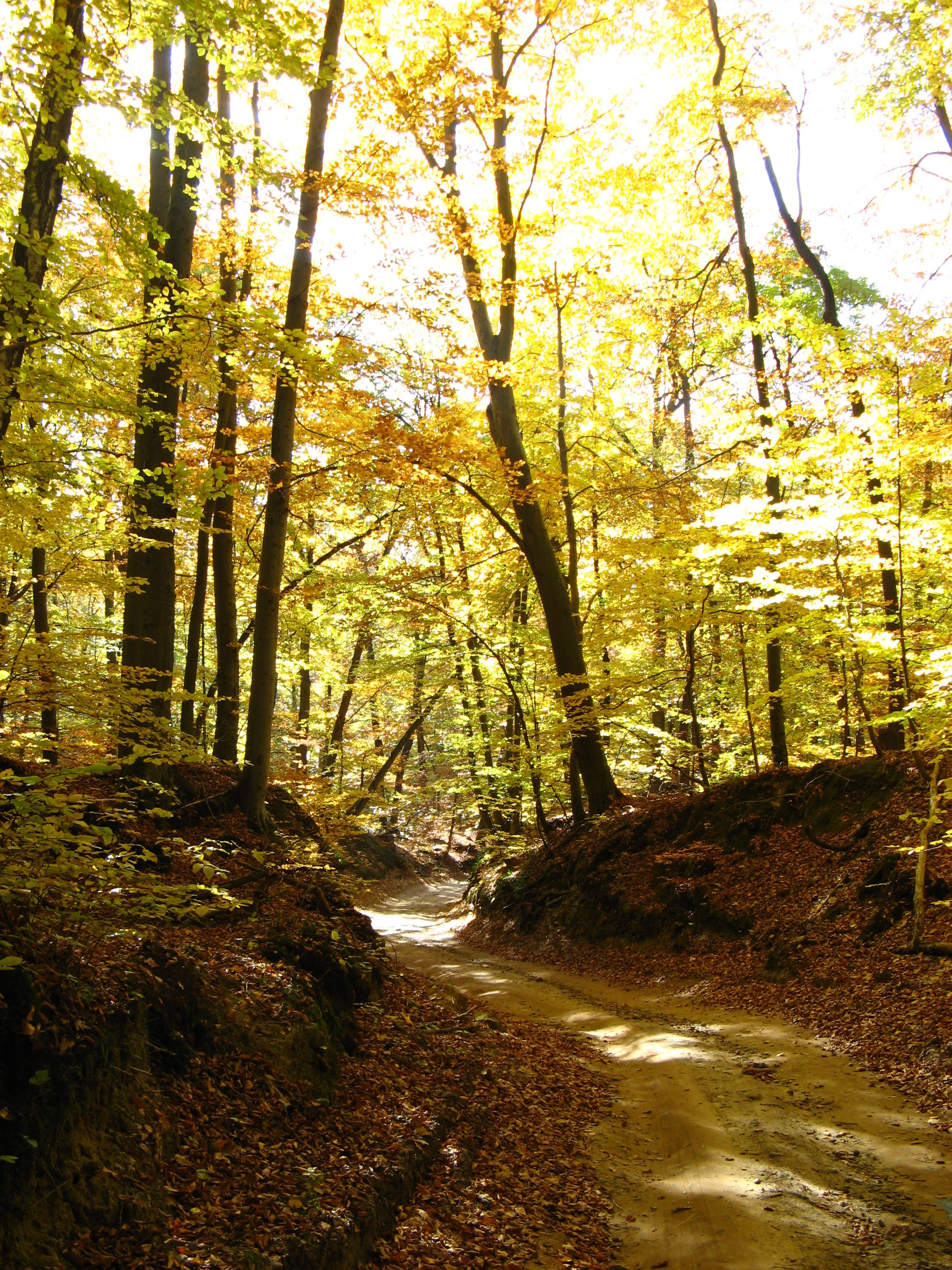
Лісова дорога
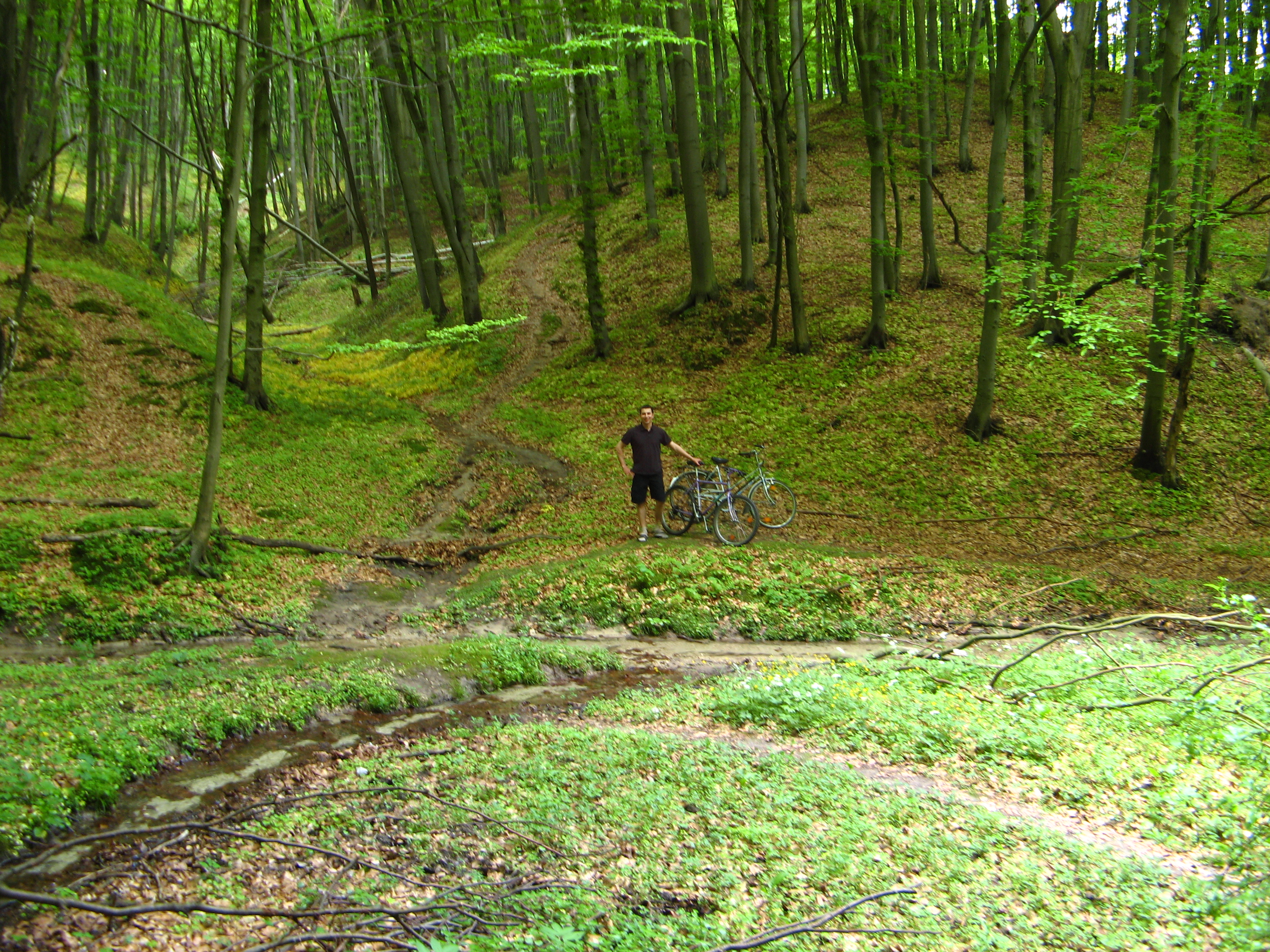
Потічок на дні балки
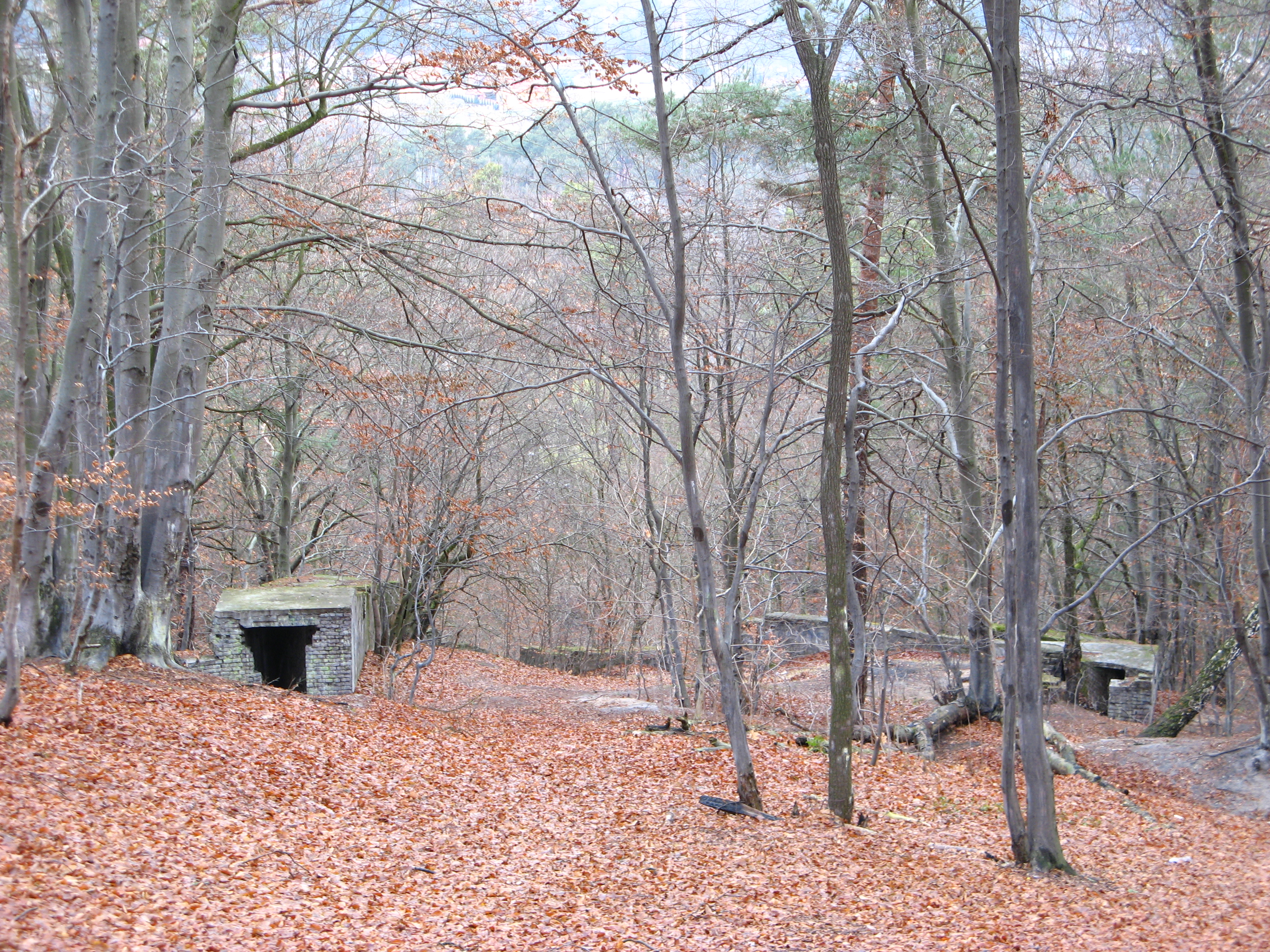
Біля Брюховицького форту
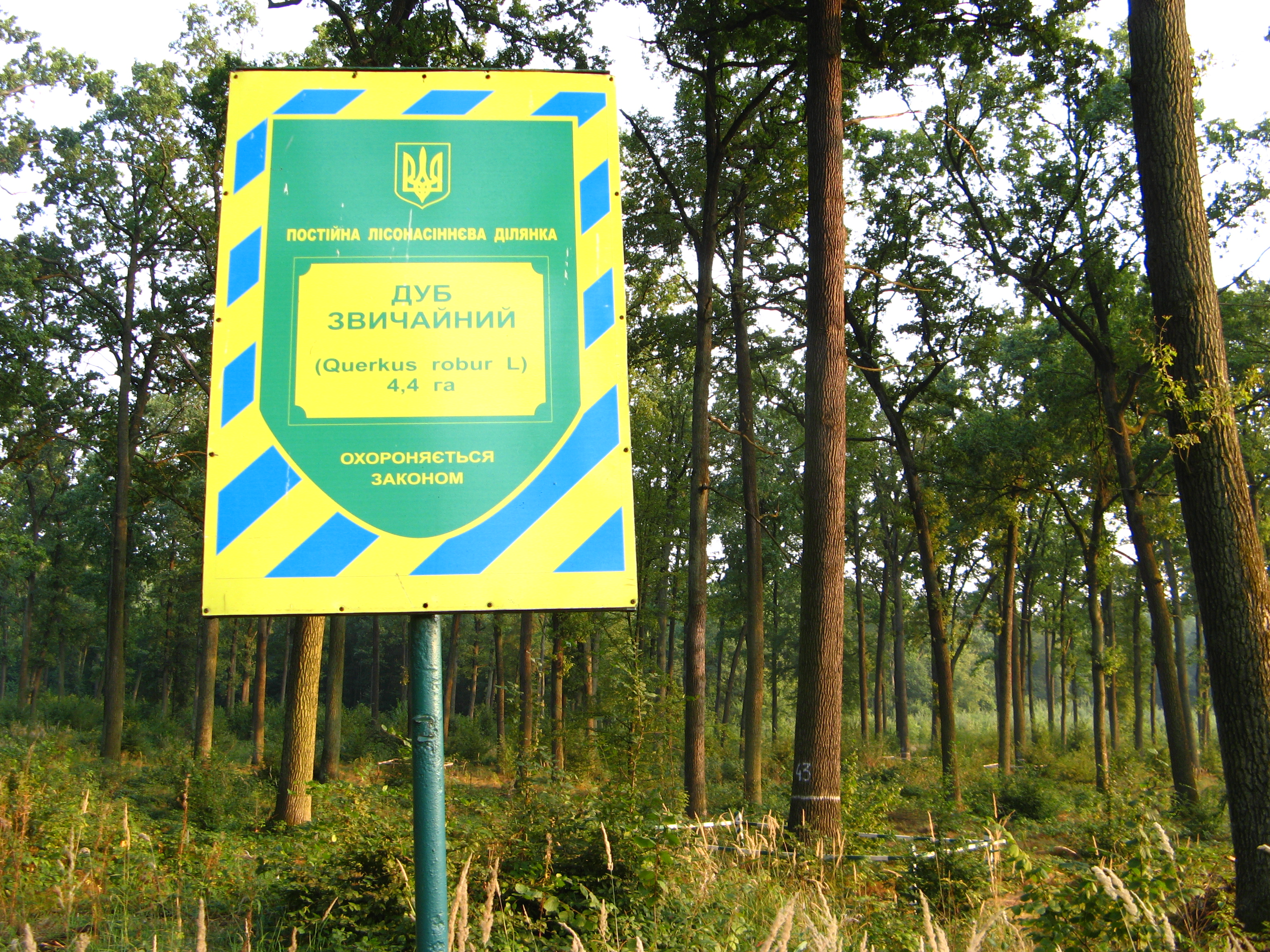
Дубовий гай (лісонасіннєва ділянка, площа — 4,4 га)
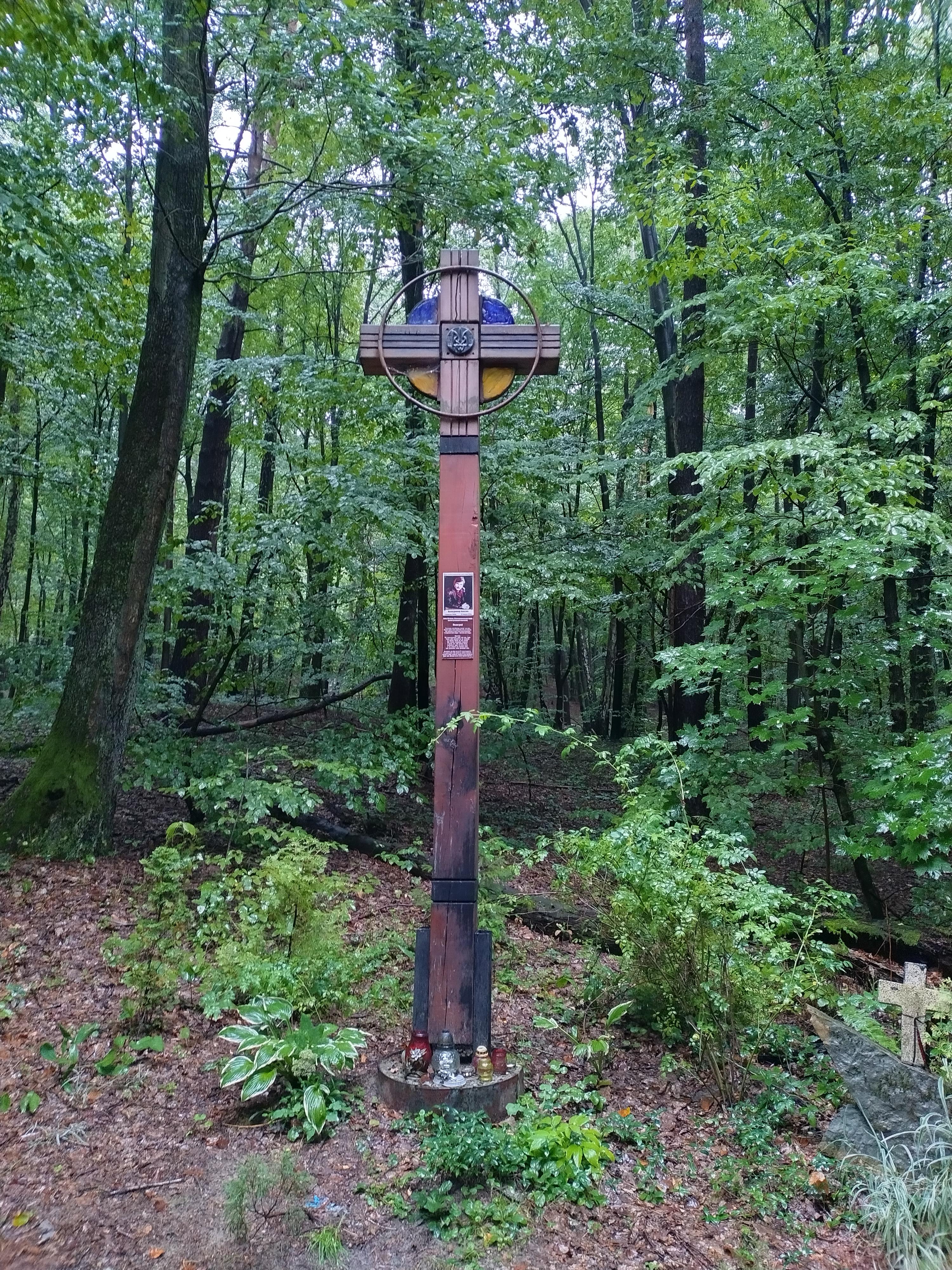
Меморіал Володимиру Івасюку на місці його трагічної загибелі